# Foullah Edifice FC
Foullah Edifice Football Club w skrócie Foullah Edifice FC – czadyjski klub piłkarski z siedzibą w mieście Ndżamena, grający w pierwszej lidze czadyjskiekj.

## Sukcesy
- I liga[1]:
  - mistrzostwo (7): 2011, 2013, 2014.

## Występy w afrykańskich pucharach
| Sezon | Rozgrywki           | Runda   | Kraj             | Klub            | Dom | Wyjazd | Dwumecz |
| ----- | ------------------- | ------- | ---------------- | --------------- | --- | ------ | ------- |
| 2011  | Puchar Konfederacji | 1       | Gwinea Równikowa | CD Elá Nguema   | 2–0 | 0–1    | 2–1     |
| 2011  | Puchar Konfederacji | 2       | Nigeria          | Kaduna United   | 1–0 | 0–2    | 1–2     |
| 2012  | Liga Mistrzów       | wstępna | Algieria         | JSM Bejaïa      | 0–0 | 1–3    | 1–3     |
| 2014  | Liga Mistrzów       | wstępna | Libia            | Al-Ahly Bengazi | 2–0 | 0–4    | 2–4     |
| 2015  | Liga Mistrzów       | wstępna | Algieria         | USM Algier      | 3–1 | 0–3    | 3–4     |

## Stadion
Domowe mecze klub rozgrywa na stadionie o nazwie Stade Omnisports Idriss Mahamat Ouya w Ndżamenie, który może pomieścić 30000 widzów.